# Moulure de couronnement

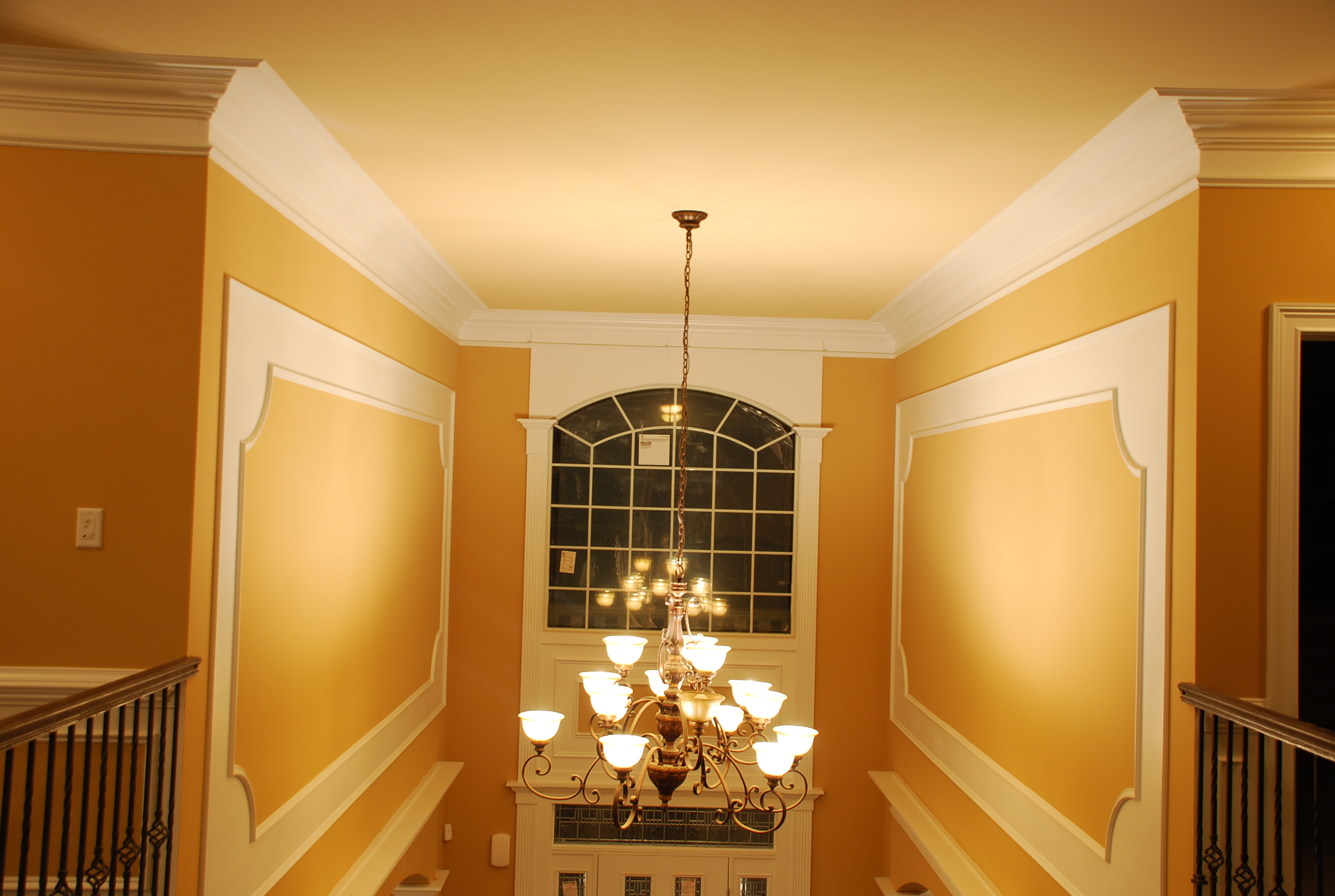
Moulures de couronnement en plâtre.

La moulure de couronnement ou moulure couronnée regroupe une grande famille de moulures qui sont conçues pour orner la partie terminale, supérieure d'une construction. Elle est généralement utilisée en architecture pour couronner les pilastres, les corniches ou en menuiserie pour les cabinets. Elle correspond également à la moulure droite, disposée en saillie au sommet d'un ensemble décoratif (porte, fenêtre, arc), qu'elle préserve de la pluie grâce à une petite rainure appelée « coupe-larme ».
Ces moulures ont fait de nos jours leur apparition dans des ornements en plâtre ou en bois à la jonction des murs et des plafonds, permettant ainsi de masquer leur joint.

## Calcul d'angles
L'installation de ce type de moulures nécessite une coupe en angles jumelées à un biseau. Le calcul de ces angles est soumis à deux variables : l'angle de retombée (généralement compris entre 38 et 45 degrés), et l'angle de mur.
Des tables pré-calculées ou des logiciels peuvent être utilisés pour faciliter la détermination de ces angles. Les  formules utilisées pour le calculer de ces angles sont les suivantes :
- angle d'onglet {\displaystyle =\arctan \left({\frac {\sin {({\text{angle de retombée}})}}{\tan {({\text{angle de mur/2}})}}}\right)}
- angle en biseau {\displaystyle =\arcsin \left(\cos {({\text{angle de retombée}})}*\cos {({\text{angle de mur/2}})}\right)}

### Sources
- (en) Cet article est partiellement ou en totalité issu de l’article de Wikipédia en anglais intitulé « Crown molding » (voir la liste des auteurs).